# Elfi Eder
Elfriede Eder (conocida como Elfi Eder; Leogang, 5 de enero de 1970) es una deportista austríaca que compitió en esquí alpino. Su hermana Sylvia compitió en el mismo deporte.
Participó en los Juegos Olímpicos de Lillehammer 1994, obteniendo una medalla de plata en la prueba de eslalon.
Ganó una medalla de bronce en el Campeonato Mundial de Esquí Alpino de 1993,en el eslalon. En la Copa del Mundo consiguió tres victorias y siete podios en total.
En 1994 recibió la Condecoración de Honor de Plata de la Orden al Mérito de la República de Austria.

## Palmarés internacional
| Juegos Olímpicos   | Juegos Olímpicos      | Juegos Olímpicos  | Juegos Olímpicos |
| Año                | Lugar                 | Medalla           | Prueba           |
| ------------------ | --------------------- | ----------------- | ---------------- |
| 1994               | Lillehammer (Noruega) | Medalla de plata  | Eslalon          |
| Campeonato Mundial |                       |                   |                  |
| Año                | Lugar                 | Medalla           | Prueba           |
| 1993               | Morioka (Japón)       | Medalla de bronce | Eslalon          |